# Questions politiques
Questions politiques est l'émission politique hebdomadaire de la rédaction de France Inter, animée par Carine Bécard depuis la rentrée 2023. Elle est diffusée en direct sur la station de radio France Inter depuis 1999 et sur la chaîne de télévision France Info depuis 2016.

## Concept
Carine Bécard est accompagnée de Nathalie Saint-Cricq de la rédaction de France Télévisions, et d'un journaliste du quotidien Le Monde, partenaire de l'émission. À l'origine, ce dernier était Arnaud Leparmentier, mais lorsqu'il est devenu correspondant du Monde à New York, il a été remplacé par Françoise Fressoz, elle aussi éditorialiste du journal. Ce rôle est parfois également rempli par la journaliste Virginie Malingre (d).
Jusqu'en 2017, les auditeurs et téléspectateurs de l'émission étaient invités à interpeller l'invité par téléphone, via Twitter, ou sur le fil d'actualité de l'application France Info à partir de 13h15 avant l'intervention d'un chroniqueur de la rubrique « Pixels » du Monde pour interroger l'invité autour d'une question liée aux enjeux numériques[pertinence contestée].
Dans l'ancienne formule[Quand ?], l'émission commençait par un retour sur l'actualité politique de la semaine commentée par les différents intervenants de l'émission, elle se poursuivait par un portrait de l'invité proposé par Carine Bécard (d) puis par l'interview de l'invité.
Depuis 2021[Jusqu'à quand ?], l'invité de l'émission répond aux questions économiques d'Alexandra Bensaid pendant un quart d'heure.

## Historique
La grande émission politique hebdomadaire de France Inter a connu différents horaires, différents noms, et différents présentateurs au fil des saisons :
- 1999 - 2000 : Res publica de Gilbert Denoyan
- 2000 - 2005 : Res publica de Pierre Le Marc (d)
- 2005 - 2006 : Le Franc Parler d'Hélène Jouan, le lundi de 19 h 20 à 20 h
- 2006 - 2008 : Le Franc Parler de Stéphane Paoli avec Thomas Hugues (iTELE) et Raphaëlle Bacqué (Le Monde), le lundi de 19 h 30 à 20 h 15
- 2008 - 2009 : Dimanche Soir Politique de Jean-François Achilli avec Michel Dumoret (d) (I>Télé) et Françoise Fressoz (Le Monde), le dimanche de 17 h à 17 h 45[1].
- 2009]- 2010 : Les Questions du mercredi, de Jean-François Achilli en partenariat avec Le Monde et Dailymotion, le mercredi de 19 h 20 à 20 h
- 2010 - 2011 : Dimanche Soir Politique de Jean-François Achilli, le dimanche de 18 h 10 à 19 h
- 2011 - 2012 : Radio France Politique de Jean-François Achilli avec Hubert Huertas, Benoît Bouscarel (d) et Marie-Ève Malouines, le dimanche de 18 h 10 à 19 h sur toutes les antennes de Radio France[2]
- 2012 : Tous Politiques de Jean-François Achilli, le dimanche de 18 h 10 à 19 h
- 2013 - 2015 : Tous Politiques de Marc Fauvelle, le dimanche de 18 h 10 à 19 h, successivement avec Le Monde, l'Agence France-Presse, France 24, Le Parisien, Dailymotion et France 3
- 2015 - 2016 : Agora de Stéphane Paoli, chaque dimanche de 12 h à 14 h[3]
- 2016 - 2017 : Questions politiques de Nicolas Demorand, chaque dimanche de 12 h à 14 h[4]
- 2017 - 2018 : Questions politiques d'Ali Baddou, chaque dimanche de 12 h à 14 h[4]
- 2018- 2021 : Questions politiques d'Ali Baddou, chaque dimanche de 12 h à 13 h (nouvelle durée)
- 2021 - 2023 : Questions politiques de Thomas Snégaroff, chaque dimanche de 12 h à 13 h
- 2023 : Questions politiques de Carine Bécard, chaque dimanche de 12 h à 13 h

## Chroniqueurs
(décembre 2023).
À partir de la rentrée 2018, les chroniques sont distinctes de Questions politiques et figurent dans l'émission Le grand face à face (d), présentée par Ali Baddou.
- Natacha Polony (depuis 2017)[6]
- Raphaël Glucksmann (2017-2018)[6],[7]
- Gilles Finchelstein (depuis décembre 2018)[7]